# بندكت الثالث عشر
البابا بندكت الثالث عشر (باللاتينية: Benedictus XIII) ـ (2 فبراير 1650 ـ 21 فبراير 1730) ـ ولد باسم بييترو فرانشيسكو أورسيني ثم تسمى لاحقًا بالراهب فينسينزو ماريا أورسيني ـ هو بابا الكنيسة الكاثوليكية من سنة 1724 وحتى وفاته.
ينتمي بندكت الثالث عشر إلى أسرة أورسيني، وهي إحدى أسر نبلاء روما التي كانت تتمتع بنفوذ واسع في روما في العصور الوسطى وعصر النهضة، وكان بندكت الثالث عشر هو ثالث ـ وآخر ـ من شغلوا كرسي البابوية من هذه العائلة بعد سلستين الثالث ( 1191 - 1198) ونيكولا الثالث (1277 ـ 1280).

## روابط خارجية
- بندكت الثالث عشر على موقع الموسوعة البريطانية (الإنجليزية)
- بندكت الثالث عشر على موقع إن إن دي بي (الإنجليزية)